# Hamulus ossis hamati

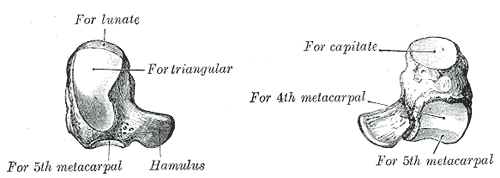
A horgascsont (a bal oldali csontnak alulról a második jelölése a nyúlvány)

A hamulus ossis hamati egy apró kampó a horgascsont (os hamatum) voláris felszínén. Ennek a nyúlványnak a csúcsa tapadást biztosít a retinaculum flexorumnak, a belső oldala a musculus flexor digiti minimi brevis manusnak és a musculus opponens digiti miniminek. A külső oldala egy mélyedés, melyben szalagok futnak a tenyérig.